# Kim Martin
Kim Martin Hasson (Stoccolma, 28 febbraio 1986) è una hockeista su ghiaccio svedese.

## Palmarès

### Olimpiadi
- Argento a Torino 2006.
- Bronzo a Salt Lake City 2002.